# Acianthera macropoda
Acianthera macropoda är en orkidéart som först beskrevs av João Barbosa Rodrigues, och fick sitt nu gällande namn av Alec M. Pridgeon och Mark W. Chase. Acianthera macropoda ingår i släktet Acianthera och familjen orkidéer. Inga underarter finns listade i Catalogue of Life.

## Bildgalleri

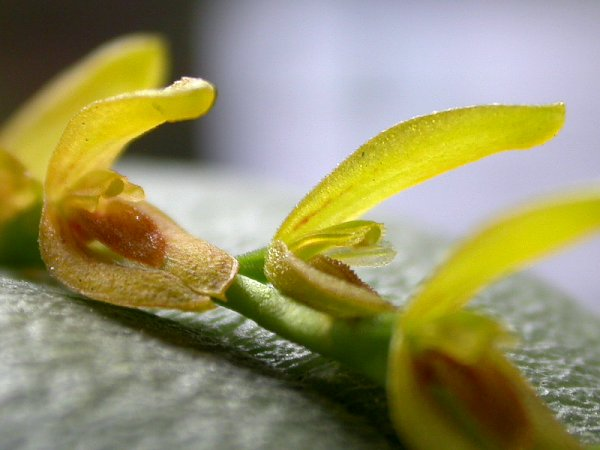
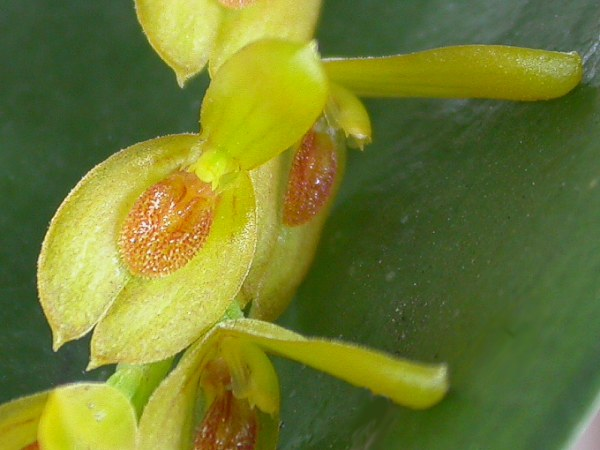
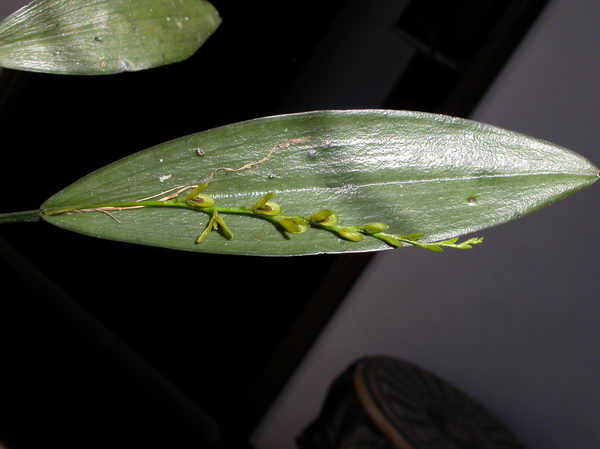